# حباريات مصاصة الدماء (فصيلة)
فصيلة حبابير مصاصة الدماء (الاسم العلمي: Vampyroteuthidae)، هي فصيلة من الرخويات تتبع رتبة حبابير مصاصة الدماء. وهي الفصيلة الوحيدة لرُتيبة حبابير مصاصة الدماء.

## الأحناس
- (الاسم العلمي: †Vampyronassa) (منقرض)
- حبار مصاص الدماء (الاسم العلمي: Vampyroteuthis)